# Amadou Ndiaye (Leichtathlet)
Amadou Ndiaye (* 6. Dezember 1992 in Joal-Fadiouth) ist ein ehemaliger senegalesischer Leichtathlet, der sich auf den 400-Meter-Hürdenlauf spezialisiert hat.

## Sportliche Laufbahn
Erste internationale Erfahrungen sammelte Amadou Ndiaye im Jahr 2009, als er bei den Jugendweltmeisterschaften in Brixen in 52,66 s den siebten Platz über 400 m Hürden belegte. Anschließend gewann er bei den Juniorenafrikameisterschaften in Bambous in 52,44 s die Silbermedaille. Im Jahr darauf schied er bei den Juniorenweltmeisterschaften im kanadischen Moncton mit 54,40 s im Halbfinale aus und anschließend belegte er bei den Afrikameisterschaften in Nairobi mit der senegalesischen 4-mal-400-Meter-Staffel in 3:08,94 min den fünften Platz. 2011 siegte er bei den Juniorenafrikameisterschaften in Gaborone in 14,33 s im 110-Meter-Hürdenlauf und anschließend schied er bei der Sommer-Universiade in Shenzhen mit 22,14 s in der Vorrunde über 200 Meter aus. Im Jahr darauf kam er bei den Afrikameisterschaften in Porto-Novo mit 52,73 s nicht über den Vorlauf über 400 m Hürden hinaus und 2013 gewann er bei den Studentenweltspielen in Kasan in 49,90 s die Silbermedaille hinter dem Slowaken Martin Kučera. Anschließend belegte er bei den Spielen der Frankophonie in Nizza in 51,88 s den sechsten Platz. 2014 klassierte er sich bei den Afrikameisterschaften in Marrakesch mit der 4-mal-100-Meter-Staffel mit 40,50 s auf dem siebten Platz und im Jahr darauf wurde er bei der Sommer-Universiade in Gwangju in 51,48 s Achter über 400 m Hürden. Anschließend schied er bei den Weltmeisterschaften in Peking mit 52,40 s in der ersten Runde aus. 2016 gewann er bei den Afrikameisterschaften in Durban in 49,41 s die Silbermedaille hinter dem Kenianer Boniface Tumuti und anschließend kam er bei den Olympischen Sommerspielen in Rio de Janeiro mit 49,91 s nicht über den Vorlauf hinaus. Im Jahr darauf gewann er bei den Islamic Solidarity Games in Baku in 50,94 s die Silbermedaille hinter dem Mosambikaner Creve Armando Machava und im Juli musste er sich bei den Spielen der Frankophonie in Abidjan in 50,17 s nur Jordin Andrade aus Kap Verde geschlagen geben. Zudem gewann er dort in 3:10,98 min auch die Silbermedaille in der 4-mal-400-Meter-Staffel hinter dem Schweizer Team. 2022 beendete er dann seine aktive sportliche Karriere im Alter von 30 Jahren.

## Persönliche Bestleistungen
- 400 Meter: 47,12 s, 26. April 2014 in Abidjan
- 400 m Hürden: 49,41 s, 24. Juni 2016 in Durban